# Ptasiowskie Turnie
Ptasiowskie Turnie (słow. Vtáčie Turňe, Vtáčie turne, niem. Vogeltürme) – skaliste wzniesienie w Dolinie Bielskiego Potoku w miejscowości Zdziar. Mapa Polkartu podaje wysokość 1081 m.
Ptasiowskie Turnie znajdują się w południowej części wałowatego wzniesienia Zdziarskie Brzegi, w lesie, nad północnymi brzegami Bielskiego Potoku. Są to wapienne turnie opadające urwiskami do doliny potoku. Pod względem orograficznym należą do Magury Spiskiej, bywają jednak także włączane w obręb Tatr Bielskich. Ich nazwa pochodzi od góralskiego nazwiska Ptaś.
Nieco na południowy wschód od Ptasiowskich Turni, po drugiej stronie Bielskiego Potoku znajduje się niewielka polana Ptasiowska Rówienka należąca już do Tatr Bielskich. Przebiega przez nią szlak turystyczny. Ptasiowskie Turnie są z niej widoczne.